# Citadel van Antwerpen

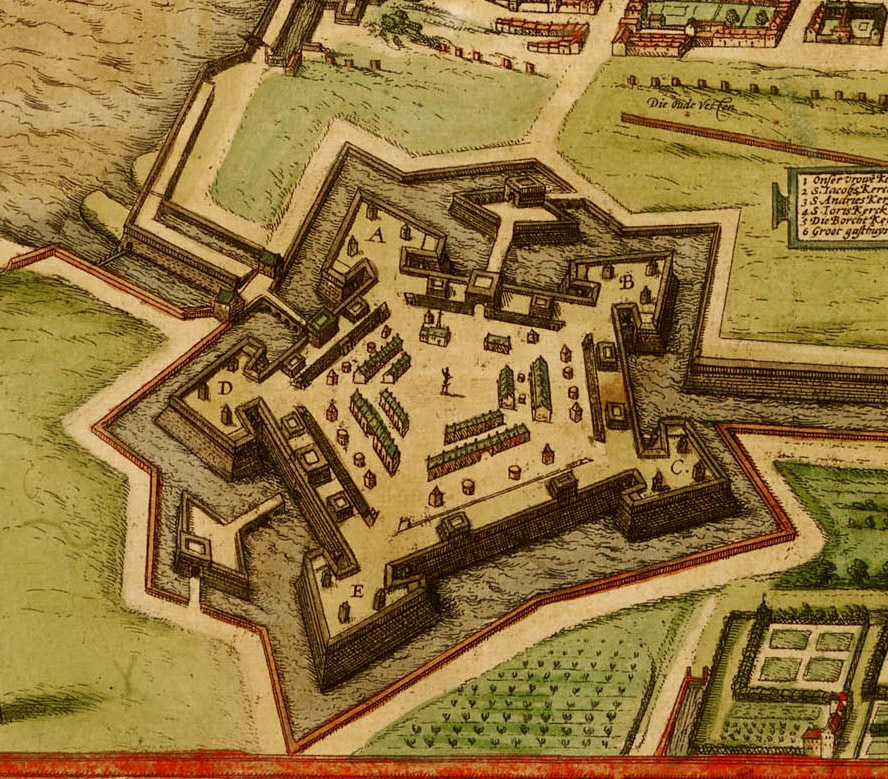
Uitzicht in 1572

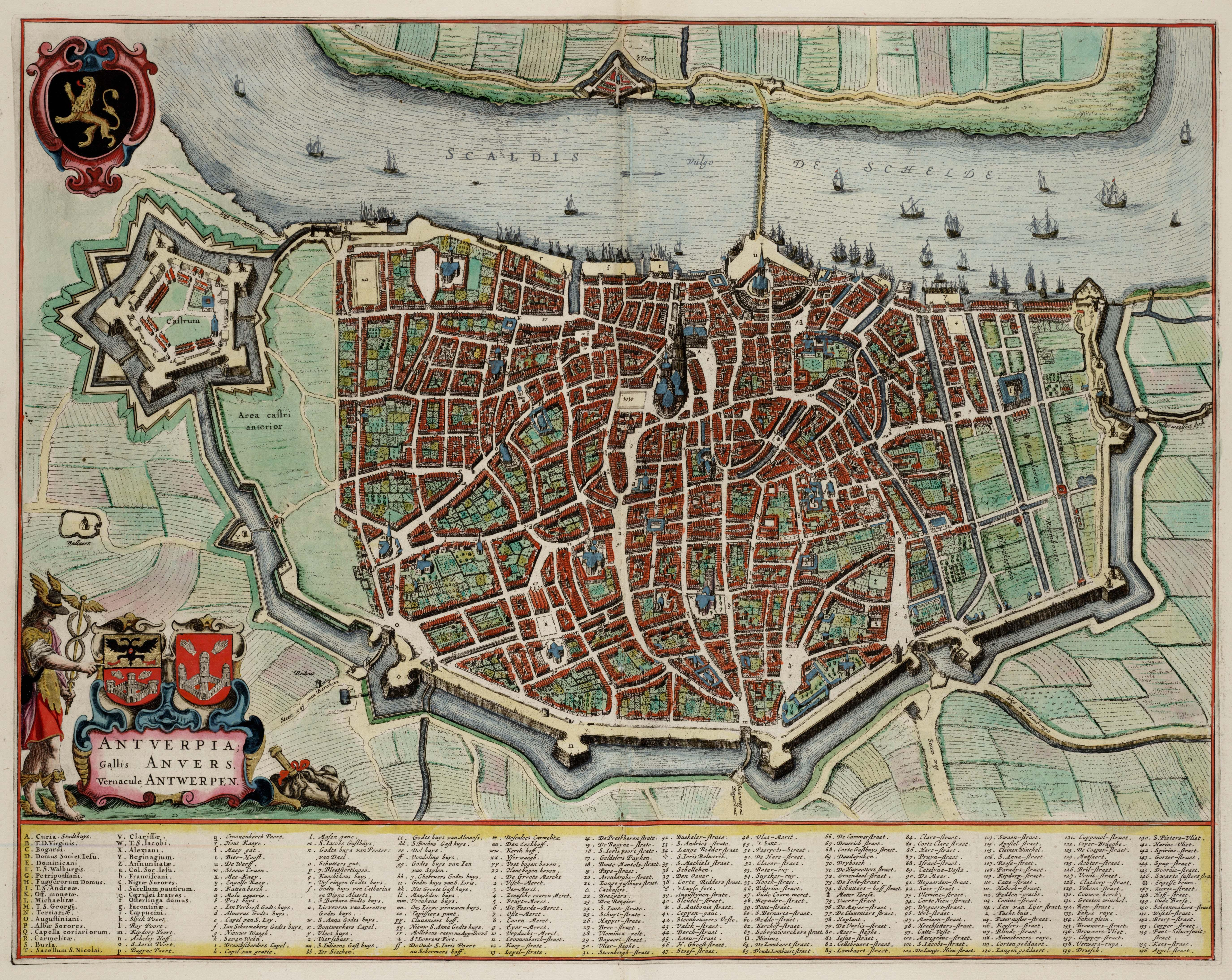
Kaart van Antwerpen uit de Atlas van Loon uit 1649 met de citadel links op de kaart

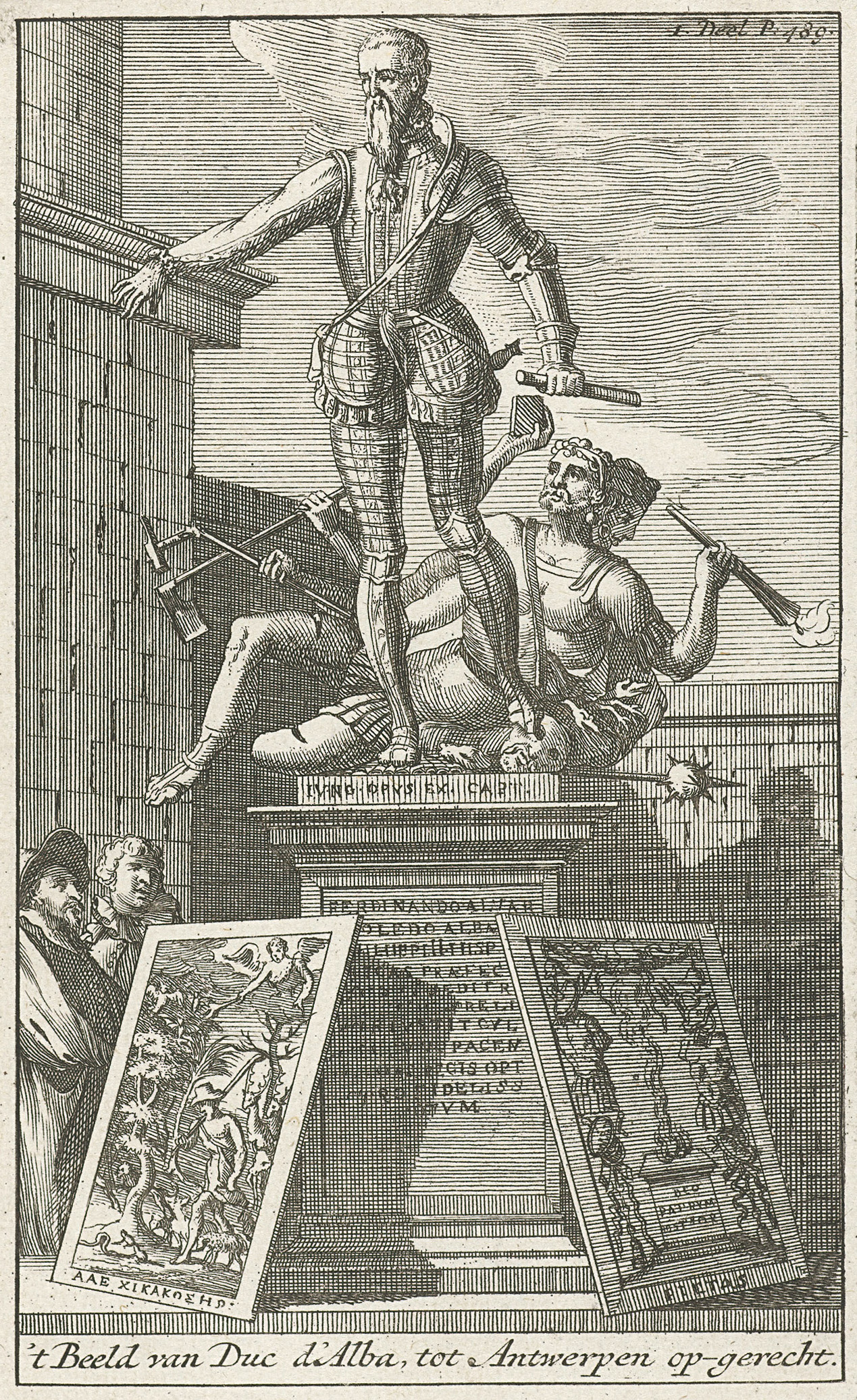
Standbeeld van Alva in de Citadel (door Jacob Jonghelinck)

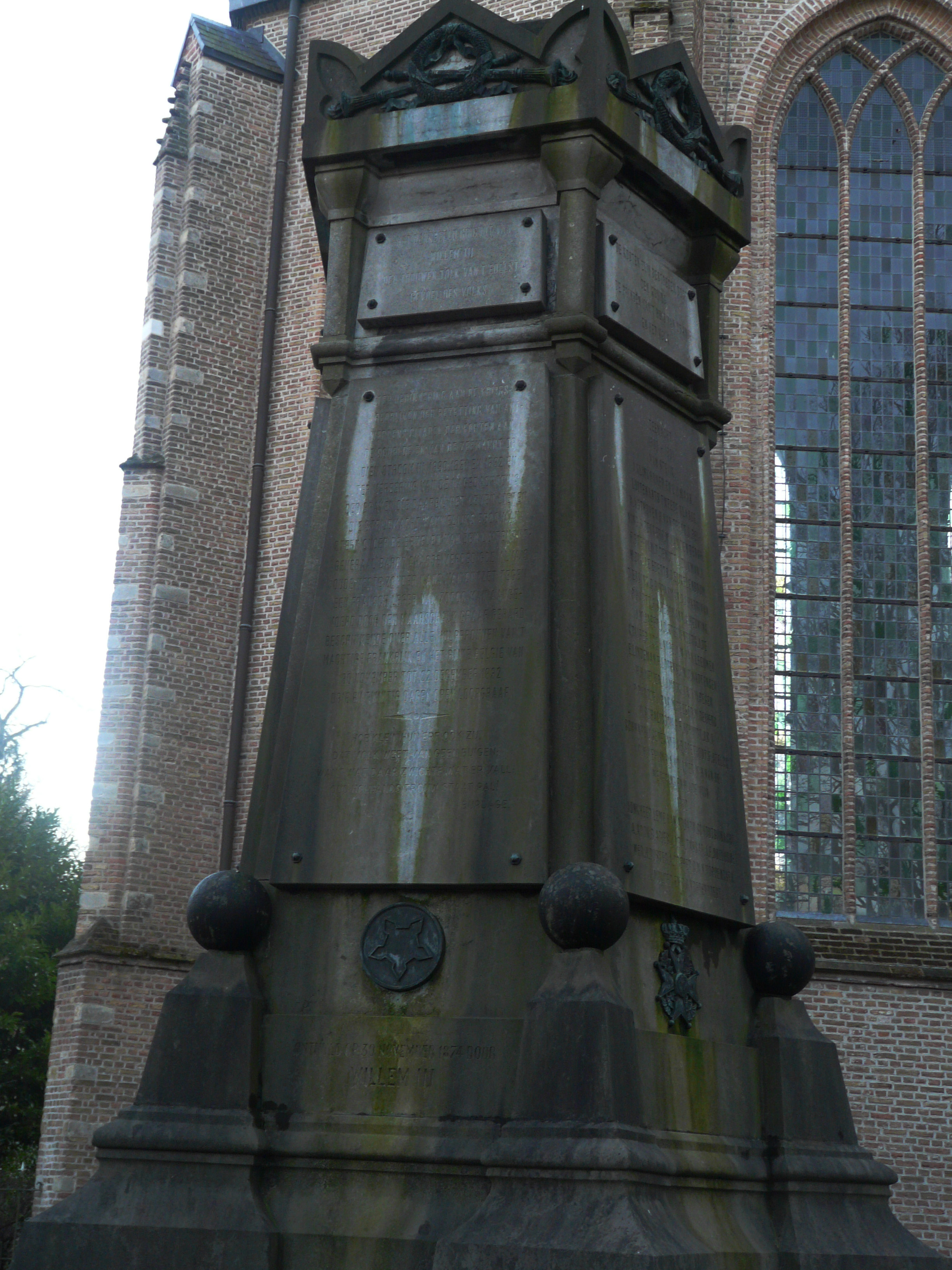
Het Citadelmonument in Ginneken

De Citadel van Antwerpen, ook bekend als het Zuidkasteel en het Zuiderkasteel, was een citadel en dwangburcht in Antwerpen, gelegen in de huidige wijk Het Zuid. De citadel werd tussen 1567 en 1572 gebouwd in opdracht van de Hertog van Alva, landvoogd van de Nederlanden.

## Geschiedenis

### Bouw
De Hertog van Alva werd in 1567 na het vertrek van Margaretha van Parma landvoogd van de Nederlanden. Dit was een gevolg van de beeldenstorm die een jaar eerder plaatsvond in de lage landen. Meteen bij zijn aankomst liet hij in Antwerpen naar een geschikte plaats zoeken om een dwangburcht te bouwen, die vooral de bedoeling had om een eventuele opstand van de Antwerpse bevolking in de kiem te smoren. De Italiaanse architect en vestingbouwkundige Francesco Paciotto ontwierp de citadel en na zijn vertrek werden de plannen nog aangepast door zijn landgenoot Bartolomeo Campi. Het eindresultaat was een vijfhoekige citadel, met op elke hoek een bastion die de namen Hernando, Toledo, Pacietto, Alva en Duc kregen. De citadel werd gebouwd aan de zuidpunt van de stadsmuur, tegenwoordig de wijk Het Zuid. Het had binnen zijn muren een aantal gebouwen zoals onder meer kazernes, kruitmagazijnen, bomvrije ruimten en een kapel. Jacob Jonghelincks bronzen standbeeld van de triomferende hertog van Alva kreeg een prominente plaats toebedeeld, maar werd na zijn vertrek in 1574 weer weggehaald. De citadel had een totale oppervlakte van vijf hectaren en werd omringd door grachten.

### Spaanse Furie
De citadel diende als uitvalsbasis voor de Spaanse Furie, de plundering van Antwerpen in 1576 die beraamd en geleid werd door Sancho d'Avila, de toenmalige commandant van de citadel.

### Inname, ontmanteling en herstel
Als gevolg van de Spaanse furie in Antwerpen op 4 november 1576, werd bij de Pacificatie van Gent, op 8 november 1576 tussen de deelnemende staten afgesproken dat de Spaanse troepen de Nederlanden moesten verlaten. In maart 1577 verlieten de Spaanse troepen de citadel en op 1 en 2 augustus 1577 werden de overblijvende Waalse en Duitse troepen uit de citadel verjaagd door gewapende Antwerpse burgers, uit vrees voor een nieuwe furie door muitende soldaten.
Op 23 augustus 1577 begonnen Antwerpse burgers de gehate Citadel te slopen en vanaf 24 augustus 1577 werden de bastions Hernando en Duca samen met de naar de stad gerichte wallen afgebroken.
Enkele jaren later was de citadel het toneel van een moordpoging op Willem de Zwijger. Op 18 maart 1582 schoot Jean Jaureguy de prins er door het hoofd, maar die overleefde de aanslag.
Na de val van Antwerpen in 1588 en de intrede van de nieuwe landvoogd, Alexander Farnese, werd tussen 1588 en 1589 de citadel in haar oorspronkelijke vorm heropgebouwd.

### Belgische Revolutie en afbraak
Tijdens de Belgische Revolutie van 1830 werd de citadel verdedigd door de Nederlandse generaal David Hendrik Chassé. Hij liet op 27 oktober 1830 de stad en vooral de wijk Sint-Andries langdurig beschieten vanop de citadel nadat de Belgische revolutionairen een staakt-het-vuren niet nagekomen waren. Meer dan twee jaar later, op 24 december 1832, gaf generaal Chassé zich na zware artilleriebombardementen en een beleg van 25 dagen over aan het Franse leger onder leiding van maarschalk Étienne Maurice Gérard. Daarna werd de citadel afgebroken. De sloop werd voltooid in 1881.

## Medaille en gedenktekens
De Antwerpsche Medaille, een ereteken voor Nederlandse soldaten die meestreden tijdens het Beleg van Antwerpen, heeft een afbeelding van de citadel op de voorzijde. In het Nederlandse Ginneken staat het Citadelmonument, gebouwd en onthuld in 1874 voor de Nederlandse gesneuvelden tijdens het beleg. De originele naamstenen van de vijf bastions van de citadel werden door België aan Nederland geschonken en zijn verwerkt in het monument. Het Franse monument uit 1897 om de bevrijding van Antwerpen te herdenken, staat in Doornik nadat Antwerpen het monument geweigerd had.

## Opgravingen
Onder meer in 2006, 2012 en 2020 hebben archeologen bij opgravingen funderingen, muren en andere resten van de citadel aangetroffen.